# لالان (گلپایگان)
لالان روستایی از توابع بخش مرکزی شهرستان گلپایگان در استان اصفهان ایران است.

## جمعیت
این روستا در دهستان کناررودخانه قرار دارد و براساس سرشماری مرکز آمار ایران در سال ۱۳۸۵، جمعیت آن ۸۳ نفر (۲۰ خانوار) بوده‌است.